# 约瑟夫·黑根
约瑟夫·黑根（德語：Josef Hegen，1907年4月23日—1969年2月28日），德国外交官，曾任东德驻华大使等职务。